# Кушнір Олег Володимирович
Оле́г Володи́мирович Кушні́р (30 листопада 1972 — 18 лютого 2015) — сержант Збройних сил України, учасник російсько-української війни.

## Життєвий шлях
Доброволець, пішов до лав ЗСУ добровольцем 18 березня 2014-го. Служив в одеській військовій частині, направлений до навчального центру «Десна». Головний сержант взводу, 128-ма окрема гірсько-піхотна бригада. Під час короткочасної відпустки у грудні 2014-го зустрічався з учнями Великодолинської ЗОШ № 2.
18 лютого 2015-го загинув у бою під Дебальцевим. За словами сестри, коли російські збройні формування вели обстріл блокпоста під Чорнухиним з усіх видів зброї, Олегові у спину влучила розривна куля калібром 7,2-мм, він помер на місці.
Без Олега лишилися мама, дві сестри, дружина, троє дітей — син 1996 р.н., син 2004 р.н та донька 2010 р.н.
14 березня 2015-го похований у Великодолинському.

## Нагороди
За особисту мужність і героїзм, виявлені у захисті державного суверенітету та територіальної цілісності України, вірність військовій присязі під час російсько-української війни, відзначений — нагороджений
- орденом «За мужність» III ступеня (посмертно)